# Ugo IV di Empúries
Ugo, o Hugo o Hug (... – Maiorca, 1230 circa), è stato un nobile franco, conte di Empúries dal 1200 fino alla sua morte.

## Origine
Secondo il documento n° DCLXIII della Colección diplomática del Condado de Besalú (Tome XII, II), era il figlio (Pontio Ugone bona memoria patre meo) del conte di Empúries, Ponzio III e della sua prima moglie, Adelaida, molto probabilmente figlia del gran siniscalco, Guglielmo Raimondo IV.
Ponzio III di Empúries, secondo il documento n° 13 del El cartoral de Santa Maria de Roses (segles X-XIII) (non consultato) era il figlio primogenito del conte di Empúries, Ugo III e di sua moglie, la signora di Alcolea, Jusiana di Entenza( † dopo il 1192), figlia del signore di Alcolea, Bernardo di Entenza e di sua moglie, Gersenda de Pallars.

## Biografia
Di Ugo IV si hanno scarse notizie.
Ugo partecipò alla terza crociata e, nel 1190, fu in Terra santa.
Alla morte di suo padre, Ponzio III, che, avvenne verso il 1200 circa, Ugo gli succedette come Ugo IV, conte di Empuries.
Una delle prime cose che fece, fu di trovare un compromesso col vescovo di Gerona, facendo anche delle donazioni al monastero di Santa María d'Amer, nella diocesi di Gerona; il 17 dicembre 1210, secondo il documento n° DCLXIII della Colección diplomática del Condado de Besalú (Tome XII, II), Ugo IV assieme alla moglie, Maria, vendette una proprietà all'abate del monastero di Santa María d'Amer.
In quello stesso anno, aveva giurato fedeltà al re della Corona d'Aragona, Pietro II di Aragona, detto il Cattolico e fu con lui prima alla battaglia di Las Navas de Tolosa, nel 1212, e, l'anno dopo, alla Battaglia di Muret.
Dopo la morte di Pietro II al Muret, aiutò il conte di Cerdagna e conte di Rossiglione, Sancho, reggente della Corona d'Aragona per conto del pronipote, il giovane re d'Aragona e conte di Barcellona, Giacomo I, a mantenere la pace, e, in quello stesso periodo, diede rifugio a molti albigesi, perseguitati, nella contea di Tolosa.

Il 17 luglio 1217, secondo il documento n° 18 del El cartoral de Santa Maria de Roses (segles X-XIII) (non consultato), Ugo IV assieme alla moglie, Maria, parteciparono alla fondazione della chiesa di Santa Maria de Pederdell, che dipendeva dal monastero di Santa Maria des Roses.
Nonostante questo, il papa Innocenzo III, lo scomunicò sia per l'aiuto agli albigesi, che per l'abitudine di invadere le proprietà della chiesa.
Oltre che col reggente Sancho ebbe ottimi rapporti col figlio, Nuño Sánchez, che governava le due contee, Cerdagna e Rossiglione, per conto del padre, aiutandosi a vicenda nel reprimere eventuali sollevazioni, nelle contee.
Nel 1226, Ugo IV esentò i suoi sudditi dalla cucucia (la multa che un'adultera doveva pagare al conte) e dalla eixorquia (il diritto del conte di appropriarsi dei beni di coloro che morivano senza figli).
Il 17 ottobre 1228, con il documento n° 81 del El cartoral de Santa Maria de Roses (segles X-XIII) (non consultato), Ugo IV cedette al monastero di Santa Maria des Roses il diritto di riscuotere la decima (un'imposta),
Sempre in quello stesso anno, Ugo, a Barcellona, aveva partecipato all'assemblea che aveva deciso la conquista di Maiorca.
Il 30 giugno 1229, con il documento n° 81 del El cartoral de Santa Maria de Roses (segles X-XIII) (non consultato), Ugo IV, prima di partire per Maiorca, Ugo IV definì tutte le questioni giurisdizionali col monastero di Santa Maria des Roses,
Nel settembre di quello stesso anno Ugo, con 70 cavalieri si unì alla spedizione e nella battaglia di Portopí (oggi un quartiere di Palma di Maiorca) del 12 settembre, Ugo ebbe il comando dell'ala destra dell'esercito catalano, poi partecipò anche alla conquista della città di Maiorca.
Non si conosce la data esatta della morte di Ugo IV, che avvenne, per peste, nel 1230, poco dopo la spartizione seguita alla conquista dell'isola.
Gli successe l'unico figlio maschio, Ponzio.

## Matrimonio e discendenza
Ugo IV aveva sposato Maria di Vilademuls, signora de Vilademuls, figlia ed erede di Raimondo Barone di Vilademuls, vicino a Perpignano e di Alamanda Signora di La Roca, vicino a Granollers.

Ugo IV da Maria ebbe duefigli:
- Ponzio († dopo il 1269), conte d'Empúries,
- Guglielmina († dopo il 1277), che sposò Berengario di Cabrera

### Fonti primarie
- (LA)  Colección diplomática del Condado de Besalú, Tome Xi, XII, XIII, XV e XIX.

### Letteratura storiografica
- Rafael Altamira, La Spagna (1031-1248), in "Storia del mondo medievale", vol. V, 1999, pp. 865–896